# Toni Diederich
Anton „Toni“ Diederich (* 16. November 1939 in Eveshausen) ist ein deutscher Historiker und Archivar. Er gilt als führender deutscher Forscher im Bereich der Siegelkunde.

## Leben
Anton Diederich studierte an den Universitäten Bonn und Köln Geschichte, Latein, Historische Hilfswissenschaften und Philosophie. Seit 1959 ist er Mitglied der katholischen Studentenverbindung K.D.St.V. Alania Bonn. Im Jahre 1965 wurde er in Bonn mit einer später bei den Studien zur Germania sacra veröffentlichten Arbeit über das Koblenzer Stift St. Florin promoviert. Er absolvierte anschließend die Ausbildung zum Höheren Archivdienst. Als Archivar war Diederich zunächst am Historischen Archiv der Stadt Köln beschäftigt, ab 1974 als Stadtarchivdirektor unter Leitung Hugo Stehkämpers.
Von 1979 bis zu seiner Pensionierung 2004 hatte Diederich dann, als erster Nichtgeistlicher in dieser Position, die Leitung des Historischen Archivs des Erzbistums Köln inne. In dieser Zeit wuchs der Archivbestand von zuvor 1150 Regalmetern auf weit über fünf Regalkilometer an.
Bereits ab 1975 hatte Diederich bis 2004 zudem an der Universität Köln einen Lehrauftrag für Geschichte mit besonderer Berücksichtigung der Historischen Hilfswissenschaften. 1985 wurde er von der Universität Köln zum Honorarprofessor ernannt. Seine Frau ist die Enkelin des Bonner Architekten Wilhelm Weinreis (1872–1906), nach dessen Plänen auch das heute als Kapelle des Bad Godesberger Burgfriedhofs genutzte Mausoleum Guier gebaut wurde.

## Forschungen
Diederichs wissenschaftliches Werk umfasst Aspekte der Rechts-, Kirchen- und Landesgeschichte (insbesondere der Rheinlande) sowie die Kölner Stadtgeschichte und deren Quellenkunde. 1980 gab er zusammen mit dem Kölner Dombaumeister Arnold Wolff die Festschrift zum einhundertsten Jubiläum der Vollendung des Kölner Doms heraus.
In zahlreichen seiner Veröffentlichungen widmet sich Diederich exemplarisch, aber auch epochenübergreifend und programmatisch der Sphragistik, also dem historischen und kunsthistorischen Quellenwert mittelalterlicher und frühneuzeitlicher Siegel und deren archivgerechter Aufbewahrung und Erschließung, und somit einer von der deutschsprachigen Forschung zuletzt eher stiefmütterlich behandelten Disziplin der Historischen Hilfswissenschaften; Diederich gilt als derzeit führender deutscher Sphragistiker. In Diederichs Zeit als Leiter des Historischen Archivs des Erzbistums Köln konnte 1984 die dortige Siegelsammlung durch den Ankauf von rund 30.000 Stücken aus der Sammlung Stephan Beissels auf nun über 46.000 Siegelabdrücke erweitert werden. 2005 gab Diederich zusammen mit Joachim Oepen einen Sammelband zu Stand und Perspektiven der Forschung in den Historischen Hilfswissenschaften heraus, in dem er selbst die Sphragistik als deren Teildisziplin vorstellte. Im Jahr 2012 veröffentlichte er eine Darstellung zur Sphragistik, die den Fokus auf weiterführende und vertiefende Beiträge legt.

## Schriften (Auswahl)
Quelleneditionen und Monographien
- [als Anton Diederich]: Das Stift St. Florin zu Koblenz (= Studien zur Germania Sacra, Band 6 = Veröffentlichungen des Max-Planck-Instituts für Geschichte. Bd. 16). Vandenhoeck & Ruprecht, Göttingen 1967.
- Das ehemalige Kanonikerstift St. Florin in Koblenz. Grundzüge seiner Geschichte und seiner Verfassung (= Mittelrheinische Hefte. Bd. 2). Görres, Koblenz 1978
- Die alten Siegel der Stadt Köln (= Aus der Kölner Stadtgeschichte.). Greven, Köln 1980, ISBN 3-7743-0176-X.
- Von den Anfängen in der Römerzeit bis zum Ende des Hohen Mittelalters Echo, Kehl 1994, ISBN 3-927095-17-6.
- Rheinische Städtesiegel (= Rheinischer Verein für Denkmalpflege und Heimatschutz. Jahrbuch 1984/85). Neusser Druckerei & Verlag, Neuss 1984, ISBN 3-88094-481-4.
- Regesten zu den Urkunden des Amtleutearchivs St. Columba in Köln (= Publikationen der Gesellschaft für Rheinische Geschichtskunde. Bd. 78). Droste, Düsseldorf 2009, ISBN 978-3-7700-7633-8.
- Siegelkunde. Beiträge zu ihrer Vertiefung und Weiterführung. Böhlau, Wien u. a. 2012, ISBN 978-3-412-20956-8.

Aufsätze
- Geschäftssiegel. Untersuchungen zur Verbreitung, Funktion und Bedeutung des Sigillum ad causas im Rheinland. In: Archiv für Diplomatik, Band 21, 1975, S. 459–498.
- Zum Quellenwert und Bedeutungsinhalt mittelalterlicher Städtesiegel. In: Archiv für Diplomatik, Band 23, 1977, S. 269–285.
- Prolegomena zu einer neuen Siegel-Typologie. In: Archiv für Diplomatik, Band 29, 1983, S. 242–284.
- Stift – Kloster – Pfarrei. Zur Bedeutung der kirchlichen Gemeinschaften im Heiligen Köln. In: Hiltrud Kier, Ulrich Krings (Hrsg.): Köln: Die Romanischen Kirchen von den Anfängen bis zum Zweiten Weltkrieg. Bachem, Köln 1984, ISBN 3-7616-0761-X, S. 17–78.
- Stadtpatrone an Rhein und Mosel. In: Rheinische Vierteljahrsblätter, Band 58, 1994, S. 25–86.
- Sphragistik. In: Ders., Joachim Oepen (Hrsg.): Historische Hilfswissenschaften. Stand und Perspektiven der Forschung. Böhlau, Köln u. a. 2005, ISBN 978-3-412-12205-8 (Rezension).
- Siegelurkunde – Notariatsinstrument – Schreinseintrag. Zur Rechtssicherung von Liegenschaften und Erbzinsen im spätmittelalterlichen Köln. In: Archiv für Diplomatik. Bd. 53 (2007) S. 353–366.
- Sancta Colonia – Sancta Coloniensis Religio. Zur „Botschaft“ der Bleibullen Erzbischof Pilgrims von Köln (1021–1036). In: Rheinische Vierteljahrsblätter, Bd. 75, 2011, S. 1–49.

Herausgeberschaften
- mit Arnold Wolff: Das Kölner-Dom-Jubiläumsbuch 1980. Offizielle Festschrift der Hohen Domkirche Köln. Aus Anlaß der Hundertjahrfeier der Vollendung des Kölner Domes nach Sechshundertzweiunddreißigjähriger Bauzeit am 15. Oktober 1880. 2. Auflage, Köln 1980, ISBN 3-922442-02-1.
- mit Ulrich Helbach: Das Historische Archiv des Erzbistums Köln. Übersicht über seine Geschichte, Aufgaben und Bestände (= Studien zur Kölner Kirchengeschichte. Bd. 31). Schmitt, Siegburg 1998, ISBN 3-87710-187-9.